# Sony Pictures Television
Sony Pictures Television (SPT) é uma empresa estadunidense de produção e distribuição televisa. É uma subsidiária da Sony Pictures fundada em 16 de setembro de 2002. Como alternativa, este último sendo parte do conglomerado japonês Sony.

## História
SPT era anteriormente conhecido como Screen Gems, Columbia Pictures Television, TriStar Television e Columbia TriStar Television. O nome foi mudado para refletir a marca Sony a 16 de setembro de 2002.
A empresa também é proprietária e distribui os shows de Tandem Productions, ELP Communications (da T.A.T. e ELP Communications), TeleVentures, Merv Griffin Enterprises, Four D Productions, Barris Industries, Barry & Enright Productions, Stewart Tele Enterprises e 2waytraffic.
Entre 2005 e 2006, SPT  também distribuiu os programas de TV da MGM (incluindo a Pantera Cor-de-Rosa e Todos os Cães Merecem o Céu) e sua biblioteca de filmes (devido em parte à compra da MGM pelo consórcio liderado pela Sony). Em 2006, TSC juntou forças com os Program Partners para lidar com as vendas de publicidade e direitos de distribuição para séries de televisão estrangeira nos Estados Unidos, sobre todos os shows produzidos no Canadá.
No verão de 2007, a empresa introduziu The Minisode Network; um canal digital para mostra transmissão pelo MySpace com datas de capa de lançamento original da década de 1960 a 2000, com quatro a cinco minutos. No inverno de 2007, A The Minisode Network também foi adicionada para mais sites como AOL TV, YouTube e seu irmão site Crackle.
SPT possui 40% do canal NGS (Game Show Network) com a DirecTV, é prorietário do Crackle, um sócio na FEARnet; um web site de filmes de terror e suspense em vídeo sob demanda (com Lions Gate Entertainment e Comcast) e também detém os direitos para a maioria dos filmes de Bob Hope lançados após 1947 incluindo My Favorite Brunette, The Lemon Drop Kid, The Seven Little Foys, The Great Lover e Son of Paleface com FremantleMedia.
Em 4 de junho 2008, SPT comprou a empresa holandesa 2waytraffic, sediada em Hilversum, que é o dono da franquia internacional Quem Quer Ser Milionário?.
Em janeiro de 2009, TSC comprou a Embassy Row, uma televisão e produtora digital, fundada pelo produtor britânico Michael Davies.
Unindo Jeff Arnold (fundador da WebMD) e Mehmet Oz, SPT co-fundou a plataforma on-line Sharecare, onde os usuários têm a sua saúde e bem-estar relacionados perguntas respondidas por especialistas da indústria e instituições, tais como AARP, American Cancer Society, American Heart Association, American Red Cross, Cleveland Clinic e Johns Hopkins. Em co-fundadores adicionais do Sharecare incluem Harpo Productions, Discovery Communications e HSW International.
Em 2011, na Austrália, a SPT têm acordos não exclusivos de licenciamento para reproduzir filmes e televisão, o conteúdo de emissoras de televisão, como Seven Network e o canal Nine Network.
Em 19 de janeiro de 2012, a SPT adquiriu Dolphin Broadcast Services Ltd. e Dolphin que foi fundida com negócios de redes da Sony Pictures Television existentes no Reino Unido. SPT também tem uma participação maioritária do na venda de publicidade.